# The One
The One a fost o revistă lunară pentru femei din România.
A fost preluată în anul 2006 de grupul Publimedia, parte a Media Pro. Directorul editorial al publicației a fost Andreea Esca.